# Transmembranski protein
Transmembranski protein (TP) je tip membranskog proteina koji premoštava celokupnu biološku membranu za koju je permanentno vezan. Transmembranski proteini se protežu od jedne strane membrane do druge. Mnogi TP funkcionišu kao kapije ili "mesta utovara" koji sprečavaju ili omogućavaju transport specifičnih supstanci kroz biološke membrane, da bi ušle u ćeliju, ili izašle iz ćelije u slučaju nuzproizvoda. U odgovoru na oblik pojedinih molekula TP mogu da imaju specijalne načine sklapanja ili savijanja kojim se propušta supstanca kroz biološku membranu.
Transmembranski proteini su politopni proteini koji se agregiraju i precipitiraju u vodi. Za njihovu ekstrakciju su neophodni deterdženti ili nepolarni rastvarači, mada neki od njih (beta-bareli) takođe mogu da budu ekstrahovani koristeći denaturacione agense. Svi transmembranski proteini su integralni membranski proteini (IMPs), mada nisu svi IMP transmembranski proteini.